# Peter Kwint
Johannes Petrus (Peter) Kwint (Sliedrecht, 19 december 1984) is een Nederlands voormalig politicus. Hij was van 2017 tot 2023 lid van de Tweede Kamer der Staten-Generaal. Kwint is lid van de Socialistische Partij (SP).

## Loopbaan

### Studie en start loopbaan
Kwint werd op zijn zestiende lid van de SP. Hij richtte vlak daarna de afdeling Alblasserwaard van die partij op. Hij studeerde vanaf 2002 enige tijd politicologie aan de Universiteit Leiden terwijl hij ook in de gehandicaptenzorg werkte (2002-2007). In 2005 wisselde hij de studie in voor een studie filosofie/wijsbegeerte aan de Vrije Universiteit tot 2007. In de periode 2007-2009 was hij medewerker van de SP-fractie in de Tweede Kamer, daarna vatte hij de masterstudie filosofie weer op, maar dan in Leiden, waar hij afstudeerde (2009-2011). Al in 2010 stelde hij zich kandidaat bij de gemeenteraadsverkiezingen in Amsterdam en in 2012 kandidaat voor de Tweede Kamer, maar werd in beide gevallen niet verkozen. Van 2011 tot 2014 was Kwint persvoorlichter en communicatiemedewerker van de fractie van de SP in het parlement. Bij de gemeenteraadsverkiezingen van 2014 in Amsterdam stond hij als derde op de lijst, en werd hij gekozen in de gemeenteraad. Van 2014 tot 2016 was hij werkzaam bij campagnebureau BKB. Bij de verkiezingen voor het Europees Parlement staat hij op nummer 24.

### Lid Tweede Kamer
Hij verliet de lokale politiek nadat hij na de Tweede Kamerverkiezingen 2017 in de Tweede Kamer kwam. Kwint is sindsdien woordvoerder onderwijs, cultuur en media van de SP-fractie. Samen met Lisa Westerveld van GroenLinks diende hij een initiatiefwetsvoorstel in om te voorkomen dat het niet betalen van de vrijwillige schoolbijdrage door ouders leidt tot het buitensluiten van leerlingen bij activiteiten zoals een schoolreisje. Dit voorstel werd door de Tweede en Eerste Kamer aangenomen. Met Roelof Bisschop van de SGP diende hij in 2019 een initiatiefwetsvoorstel in over afschaffing van het lerarenregister en het registervoorportaal. Peter Kwint was lid van de parlementaire enquêtecommissie Aardgaswinning Groningen die in februari 2021 van start ging.
In juni 2021 diende Kwint een motie in waarin hij opriep de verplichte bijdrage voor het eigen risico in de zorg in 2022 te bevriezen, net als in de vijf jaar daarvoor. Deze motie werd door de voltallige Tweede Kamer aangenomen. In juli 2023 maakte hij bekend dat hij zich voor de Tweede Kamerverkiezingen 2023 niet opnieuw verkiesbaar zal stellen. Deels kwam dit voort uit privéomstandigheden (hij had het gevoel er niet voldoende te kunnen zijn voor zijn gezin) en deels uit frustratie over de Haagse politiek. Zo was hij teleurgesteld dat het kabinet na de harde conclusies van de parlementaire enquêtecommissie Aardgaswinning Groningen bleef zitten en kort daarna wel viel over een in zijn ogen 'minuscuul detail in een asieldeal'. Op 5 december 2023 nam hij afscheid van de Tweede Kamer.

### Verdere loopbaan
Kwint is per 1 januari 2024 voorzitter van de op die datum opgerichte Nederlandse Vechtsportbond (NVB).

## Persoonlijk
Kwint groeide op in Bleskensgraaf in een religieus gezin, dat later uit elkaar viel. Hij bezocht de School met de Bijbel. Hij trok in zijn late jeugd mede door de muziek naar Amsterdam. Hij is een fervent kickbokser en liefhebber van mixed martial arts, en was van 2017 tot 2022 bestuurslid van de Nederlandse Vechtsportautoriteit. Hij heeft een voorliefde voor ruige muziek; van americana en country tot hardcore en punk. Met Lisa Westerveld, Esther Ouwehand en eerder ook Daan de Neef, andere parlementsleden met een voorliefde voor harde muziek, vormt hij informeel de gitarencoalitie. Met Westerveld trad hij onder die naam verschillende keren op als DJ-duo tijdens de Zwarte Cross.
Peter Kwint is getrouwd en vader van twee dochters. Hij valt in de Tweede Kamer op door zijn informele kledingstijl, waarop hij in april 2018 kritiek kreeg van onder meer Kamervoorzitter Khadija Arib.

## Uitslagen verkiezingen
| Verkiezingen                  | Plaats Kwint  | Zetels SP | Aantal stemmen |
| ----------------------------- | ------------- | --------- | -------------- |
| Tweede Kamerverkiezingen 2012 | 35 (lijst SP) | 15        | 290            |
| Tweede Kamerverkiezingen 2017 | 8 (lijst SP)  | 14        | 1.011          |
| Tweede Kamerverkiezingen 2021 | 7 (lijst SP)  | 9         | 3.252          |